# تاس-کیستابیت
تاس-کیستابیت (روسی: Тас-Кыстабыт) یک رشته‌کوه در استان یاقوتستان کشور روسیه است.